# Tête du Christ (Petrus Christus)
Pour les articles homonymes, voir Tête du Christ.
La Tête du Christ est un tableau attribué au peintre flamand Petrus Christus (v. 1410-1475/1476). Réalisé en 1444 ou 1446, il représente la tête du Jésus-Christ, peinte sur parchemin posé sur panneau de 14,9 × 10,8 cm. Il est légué au Metropolitan Museum of Art de New York en 1959 par Lillian S. Timken. Il est actuellement exposé dans ce musée.

## Composition
Dans cette miniature destinée à la dévotion privée, le Christ est représenté avec un grand réalisme, bien que ses traits soient — par certains aspects — idéalisés. Vu à travers un cadre illusionniste, il semble à la fois proche et distant, humain et divin. Ce panneau a été inspiré par une œuvre perdue de Jan van Eyck dont on dispose de plusieurs copies. Une inscription dorée en caractères gothiques — figurant en dessous du portrait — est en partie effacée.
La bouche inexpressive, le regard fixe et lointain accentuent le contraste avec les plis profonds du visage. L’arc des sourcils répond à la courbe des paupières et aux pommettes hautes. L’opposition entre les lumières et les ombres contraste avec le blanc des yeux du Christ. Les trois branches de l’auréole crucifère rayonnent vers le bord de l’image.
La robe sombre et la peau claire du cou et de la poitrine du Christ forment un contraste qui met en évidence la vulnérabilité du corps destiné à souffrir. Les épines de la couronne font jaillir le sang sur son front et sur ses épaules.

## Galerie

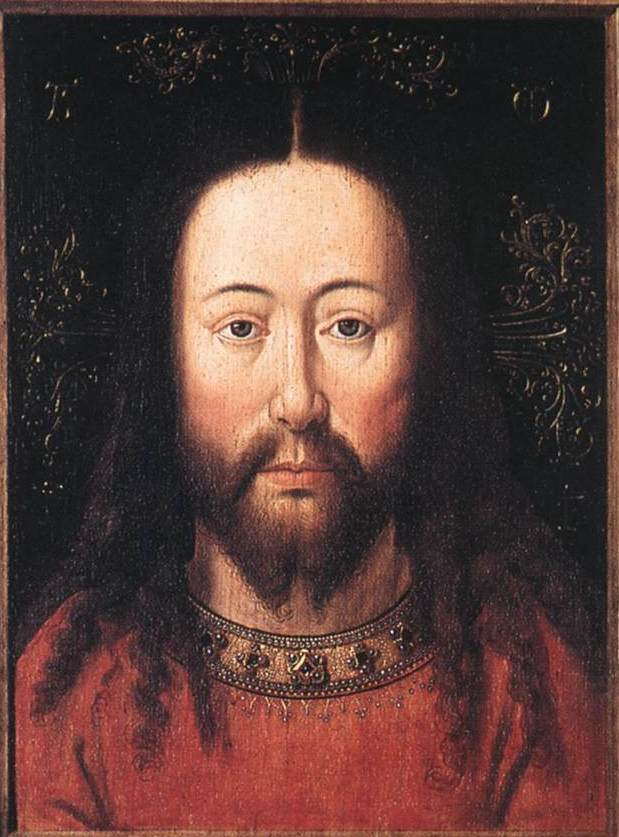
Portrait du Christ, huile sur panneau, 1440, Jan van Eyck
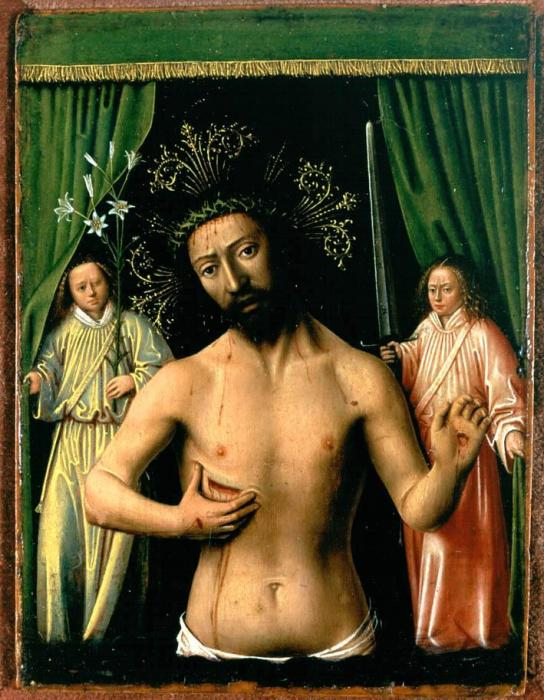
L'homme de douleur,  huile sur panneau, 1444-1446, Petrus Christus

## Sources et bibliographie
- (en) « Petrus Christus : Head of Christ (60.71.1) » dans Heilbrunn Timeline of Art History, The Metropolitan Museum of Art, New York, 2000
- (en) John Oliver Hand, « Salve Sancta Facies : Thoughts on the Iconography of the Head of Christ by Petrus Christus », Metropolitan Museum Journal, vol. 27, 1992, [lire en ligne]